# Nadine Angerer
Nadine Angerer (Lohr am Main, 1978. november 10. –) német női válogatott labdarúgókapus. Teljes neve Nadine Marejke Angerer. Polgári foglalkozása:  hivatásos labdarúgó.

## Pályafutása
Magassága 175 centiméter, súlya 70 kilogramm.

## Klubjai játékosként
Labdarúgó pályafutását az ASV Hofstetten csapatában csatárként kezdte. Egy mérkőzésen megsérült a kapusuk, vállalta, hogy helyettesíti. Eredményes sportmunkája alapján felfedezték, 1995-től karrier pályát teljesít.

### Klubcsapatai
- 1995 – 1996 között 1. FC Nürnberg
- 1996 – 1999 között FC Wacker München
- 1999 – 2001 között FC Bayern München
- 2001 – 2007 között 1. FFC Turbine Potsdam
- 2008-ban Djurgården Damfotboll
- 2009 – 2013 1. FFC Frankfurt
- 2013 – 2014 között Brisbane Roar
- 2014-től Portland Thorns FC

### Bajnoki eredmények
- UEFA Női Kupa-győztes: 2005
- Német bajnok: 2004, 2006
- DFB Kupa-győztes: 2004, 2005, 2006, 2011
- DFB Terem – Kupa-győztes: 2004, 2005

## Válogatottság
1996-ban lett válogatott játékos. Több mint 17 évig volt a nemzeti csapat tagja. Válogatott mérkőzéseinek száma 125.

### Világbajnokság
- 2003-as női labdarúgó-világbajnokság aranyérmese
- 2007-es női labdarúgó-világbajnokság aranyérmese

### Európa-bajnokság
- 1997-es női labdarúgó-Európa-bajnokság aranyérmese
- 2001-es női labdarúgó-Európa-bajnokság aranyérmese
- 2005-ös női labdarúgó-Európa-bajnokság aranyérmese
- 2009-es női labdarúgó-Európa-bajnokság aranyérmese
- 2013-as női labdarúgó-Európa-bajnokság aranyérmese

### Olimpia
Ausztráliában a XXVII., a 2000. évi nyári olimpiai játékokon, Görögországban a XXVIII., a 2004. évi nyári olimpiai játékokon, valamint Kínában a XXIX., a 2008. évi nyári olimpiai játékokon csapatával bronzérmet szerzett.

### Szakmai sikerei
- 2007-ben a világbajnokság legjobb kapusa
- 2007-ben a DFB teremtorna legjobb kapusa
- 2011-ben a világbajnokság legjobb kapusa
- 2013-ban Európa aranycsapatának tagja
- 2013-ban az UEFA az év legjobb labdarúgójának választotta.
- 2013-as év legjobb női játékosaként megnyerte az Aranylabdát.